# Ubaldesco Baldi
Ubaldesco Cesare Baldi (ur. 13 lipca 1944 w Serravalle Pistoiese, zm. 13 czerwca 1991 w Wenecji) – włoski strzelec sportowy, medalista olimpijski i mistrzostw Europy.

## Życiorys
Specjalizował się w strzelaniu do rzutków w konkurencji trap. Zdobył brązowy medal w tej konkurencji na igrzyskach olimpijskich w 1976 w Montrealu, przegrywając jedynie z Donaldem Haldemanem ze Stanów Zjednoczonych i Armando Marquesem z Portugalii (który pokonał go w dogrywce o srebrny medal).
Zdobył złoty medal w konkurencji trap drużynowo na mistrzostwach Europy w 1975 w Wiedniu i dwa brązowe (indywidualnie i drużynowo) na mistrzostwach Europy w 1980 w Saragossie.